# たそがれの恋+鍵をかけないで
『たそがれの恋+鍵をかけないで』（たそがれのこい プラス かぎをかけないで）は、西田佐知子の復刻アルバム。発売日は2013年10月23日。発売元はユニバーサルミュージック合同会社。規格品番はUPCY-6766/7。

## 解説
ユニバーサルミュージックが旧譜アルバム2作を1つの商品『2 for 1』として複数タイトルを同時発売した「昭和歌謡の記念碑シリーズ」の中の1作である。CD-DA2枚組。二つ折りのCDジャケットの内側でジャケット写真を復刻している。
アルバムの内訳は以下である。
- ディスク1は、1967年1月[2]に発売された『たそがれの恋 西田佐知子ヒットアルバム』（SLJM-1375）。当時、レコード総売り上げ1000万枚突破記念として同アルバムに付属したソノシート「西田佐知子とともに」（西田佐知子、水木かおる、藤原秀行、前田武彦の放談）がボーナス・トラックとして追加収録された。本放談音源のCD化は2007年3月28日発売の『西田佐知子歌謡大全集』（UPCY-9096/100）で初CD化されて以来となった。
- ディスク2は、1970年5月に発売された『鍵をかけないで 西田佐知子ヒットアルバム』（MR-3098）。当アルバムには未収録であった「涙のかわくまで」「ベッドで煙草を吸わないで」がボーナス・トラックとして追加収録された。

アルバム作品としては2作とも初CD化となった。また発売に際し、デジタル・リマスタリングが施された。

## 収録曲

### Disc 1
1. アカシアの雨がやむとき（3分31秒）[4]
  - 作詞: 水木かおる、作曲・編曲: 藤原秀行
2. 死ぬまで一緒に（3分37秒）
  - 作詞: 水木かおる、作曲・編曲: 藤原秀行
3. コーヒー・ルンバ（3分47秒）
  - 作詞・作曲: PERRONI JOSE MANZO、訳詞: 中沢清二、編曲: 川上義彦
4. 夜が切ない（3分4秒）
  - 作詞: 志津恵美子、補作詞: 水木かおる、作曲・編曲: 藤原秀行
5. エリカの花散るとき（3分40秒）
  - 作詞: 水木かおる、作曲・編曲: 藤原秀行
6. 故郷のように（2分14秒）
  - 作詞: 永六輔、作曲・編曲: 中村八大
7. 東京ブルース（3分34秒）
  - 作詞: 水木かおる、作曲・編曲: 藤原秀行
8. 赤坂の夜は更けて（3分32秒）
  - 作詞・作曲: 鈴木道明、編曲: 川上義彦
9. 女の意地（3分57秒）
  - 作詞・作曲: 鈴木道明、編曲: 川上義彦
10. 裏町酒場（3分8秒）
  - 作詞: 水木かおる、作曲・編曲: 藤原秀行
11. 信じていたい（2分36秒）
  - 作詞: 塚田茂、作曲・編曲: 宮川泰
12. 雲の流れに（3分7秒）
  - 作詞・作曲: 鈴木道明、編曲: 前田憲男
13. 愛の引き汐（3分46秒）
  - 作詞: 水木かおる、作曲: 藤原秀行、編曲: 早川博二
14. たそがれの恋（3分37秒）
  - 作詞: 水木かおる、作曲: 藤原秀行、編曲: 川上義彦
15. 西田佐知子とともに（7分6秒）
  - 座談会: 西田佐知子、水木かおる、藤原秀行、司会: 前田武彦

### Disc 2
1. 鍵をかけないで（3分8秒）
  - 作詞: 前村好子、補作詞: 岩谷時子、作曲・編曲: 筒美京平
2. あの人に逢ったら（3分12秒）
  - 作詞: 岩谷時子、作曲・編曲: 宮川泰
3. 夜霧のむこうに（3分32秒）
  - 作詞: 三浦やす代、作曲: オダ・マナブ、編曲: 伊部晴美
4. きのうの涙（3分11秒）
  - 作詞: 吉田央、作曲・編曲: 山下毅雄
5. 愛なぜ哀し（3分3秒）
  - 作詞: 川内康範、作曲・編曲: 曽根幸明
6. 星のナイト・クラブ（3分8秒）
  - 作詞: 橋本淳、作曲・編曲: 筒美京平
7. くれないホテル（3分21秒）
  - 作詞: 橋本淳、作曲・編曲: 筒美京平
8. 気になるあなた（3分22秒）
  - 作詞: 塚田茂、作曲: 中村泰士、編曲: 山本幸三郎
9. どうして（3分12秒）
  - 作詞: 岩谷時子、作曲・編曲: 鈴木邦彦
10. にくい人（3分16秒）
  - 作詞: こうじ・はるか、作曲: 倉知輝、編曲: 早川博二
11. さよならは貴方から（3分35秒）
  - 作詞: 山口あかり、作曲: 鈴木淳、編曲: 森岡賢一郎
12. 悲しい夢（3分40秒）
  - 作詞: 橋本淳、作曲・編曲: 筒美京平
13. 涙のかわくまで（2分39秒）
  - 作詞: 塚田茂、作曲: 宮川泰、編曲: 森岡賢一郎
14. ベッドで煙草を吸わないで（3分34秒）
  - 作詞: 岩谷時子、作曲: いずみたく、編曲: 早川博二